# Молдаван-Фоменко Олена Василівна
Олена Василівна Молдава́н-Фоме́нко (нар. 2 січня 1929, Київ — пом. 27 вересня 1991, Київ) — українська радянська скульпторка; член Спілки радянських художників України з 1962 року. Дружина скульптора Григорія Молдавана.

## Біографія
Народилася 2 січня 1929 року в місті Києві. Упродовж 1949—1956 років навчалася у Київському художньому інституті, була ученицею Михайла Лисенка, Макса Гельмана, Юрія Садиленка, Макара Вронського, Олексія Олійника.
Після здобуття фахової освіти працювала у Києві у Товаристві художників; у 1962—1967 роках — на Київському експериментальному кераміко-художньому заводі. Жила у Києві, в будинку на Русанівській набережній, № 12, квартира № 141. Померла у Києві 27 вересня 1991 року.

## Творчість
Працювала в галузі станкової скульптури та пластики малих форм. Серед робіт:
- «Колгоспниці» (1956, гіпс тонований);
- «Пісня» (1962);
- «Хлопчик із м'ячем» (1962);
- «Балерина» (1962);
- «Близнята» («Ненецька мати») (1963);
- «…Там дівчина воду брала» (1963, порцеляна; 1-а премія конкурсу фарфорових виробів, присвяченого 150-річчю від дня народження Тараса Шевченка, 1964);
- «Запишалася» (1963, порцеляна);
- «Рознощиця» (1966);
- «Обідня перерва (Будівельниці)» (1967);
- «Весна» (1969, оргскло);
- «Народний майстер різьблення Антон Штепа» (1970, оргскло);
- «На згадку» (1977);
- «Агапіт» (1982, бронза, барельєф; меморіальна дошка у Києві на Лаврській вулиці, № 9, корпус 25);
- «Шляхами війни» (1983).

«Агапіт».

Брала участь у республіканських виставках з 1957 року.